# After the 'Oliday
After the 'Oliday è un cortometraggio muto del 1904 diretto da Lewin Fitzhamon.

## Trama
Una coppia di musicisti ambulanti litiga e i due vengono portati in tribunale.

## Produzione
Il film fu prodotto dalla Hepworth.

## Distribuzione
Distribuito dalla Hepworth, il film - un cortometraggio della lunghezza di 45,7 metri - uscì nelle sale cinematografiche britanniche nel 1904. Non si hanno altre notizie del film che si ritiene perduto, forse distrutto nel 1924 quando il produttore Cecil M. Hepworth, ormai fallito, cercò di recuperare l'argento del nitrato fondendo le pellicole.